# Globularia neapolitana
Globularia neapolitana là một loài thực vật có hoa trong họ Mã đề. Loài này được O.Schwarz mô tả khoa học đầu tiên năm 1938.